# Victoria Line
Victoria Line és una línia de ferrocarril de trànsit ràpid del Metro de Londres (en anglès London Underground), que apareix al mapa (the Tub map) de color blau clar. La línia circula de sud-oest a nord-est des de l'estació de Walthamstow Central a Brixton i el traçat de la línia és soterrat a gran profunditat, a Londres aquest tipus de línies són conegudes com el tub (en anglès the tube) per la forma que tenen els túnels. En termes de nombre de viatges per quilòmetre és la línia més ocupada de la xarxa.
És l'única línia del Metro de Londres, a part de la Waterloo & City Line (de 2 km), que és completament operada pel metro i que és totalment soterrada exceptuant el tram de les cotxeres a Northumberland Park.

## Història
El concepte d'una nova línia de metro que circulés entre Victoria i Walthamstow fou proposat pel partit Working Party a la Comissió del Transport Britànic el 1948. El principal propòsit de la línia era alleugerar la congestió de l'àrea central. El projecte de llei necessari per a la construcció entra al Parlament el 1955. El projecte describia la línia des de Victoria a Walthamstow (Wood Street). També hi havia una altra proposta, no incluida al projecte, per una extensió des de Victoria a l'estació de Fulham Broadway de la línia District.

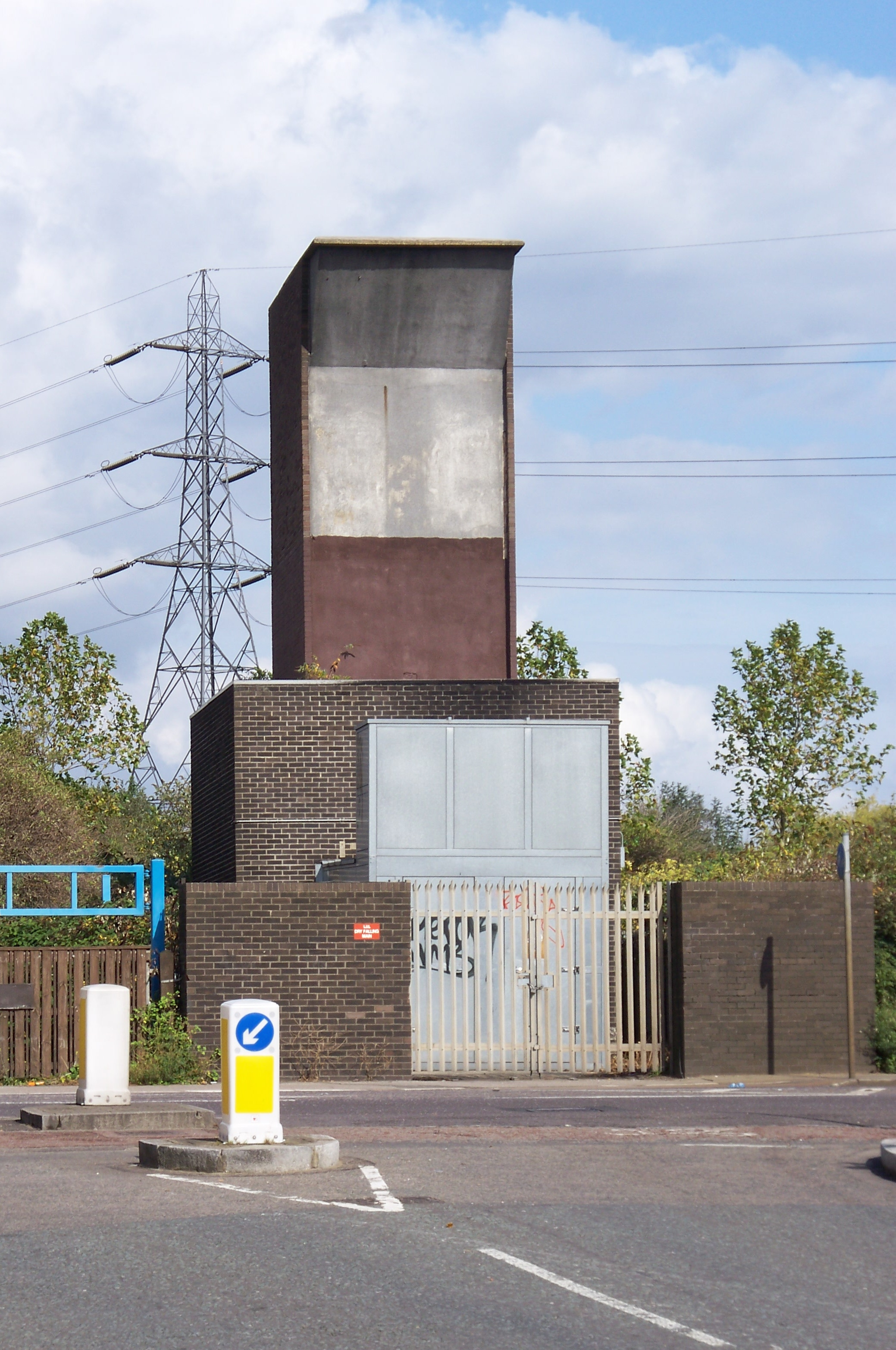
Punt d'emergències, Heron Island; aproximàdament entre Blackhorse Road i Tottenham Hale

La construcció començà el 1962 i no va acabar fins al 1972 quan l'estació Pimlico s'inaugurà. Un túnel de proves entre Tottenham i Manor House s'obrí el 1959 i després fou integrat a la resta.
El nom de "Victoria" data del 1955; altres propostes foren "Walvic" (Walthhamstow - Victoria) i "Viking" (Victoria - King's Cross).
Dissenyada per reduir la congestió d'altres línies, en particular de Piccadilly Line, a més de màximitzar possibles enllaços. Es va intentar construir la línia més enllà de Walthamstow Central fins a Wood Street (Walthamstow) on sortiria a la superfície per acabar a l'estació British Railways. Encara que una última decisió de 1961 va parar aquest recorregut de més.
Cada estació de Victoria excepte Pimlico es construïren com estacions d'enllaç i moltes estacions ja existents foren arreglades per premetre una plataforma d'enllaç directe. En alguns casos s'obtà per col·locar les plataformes de Victoria a cada costa de les plataformes ja existents, mentre que en altres fou a l'inrevés amb les de Victoria al mig.
A l'estació d'Euston, a Victoria i Northern Line (ramal de Bank) els trens circulen en andanes adjacents, tot i que en direcció oposada. Andanes d'enllaç directe en "mateixa direcció" es poden trobar a Stockwell (Northern Line), Oxford Circus (Bakerloo Line), Highbury & Islington (amb First Capital Connect, originàriament Northern City Line) i a Finsbury Park (Piccadilly Line).
Totes les estacions de Victoria originàriament foren construïdes amb unes rajoles amb un colo blau/gris fred molt de moda al seu temps. Cada estació fou decorada amb motius diferents darrere els seients per distingir unes de les altres.

## Obertura
La primera secció a inaugurar-se fou entre Walthamstow Central i Highbury & Islington. El primer servei fou l'1 de setembre de 1968 i no hi hagué cap cerimònia d'inauguració. Un any més tard s'obrí la secció entre Highbury i Warren Street.
La cerimònia oficial d'inauguració tingué lloc a l'estació de Victoria el 7 de març de 1969, presidida per la Reina Elisabet II. Després d'una petita cerimònia, comprà un tiquet de 5d (5 penics antics que corresponen a 2.08 lliures) i viatjà fins a Green Park. La Princesa Alexandra inaugurà la secció de Brixton el 23 de juliol de 1971.

## Futur

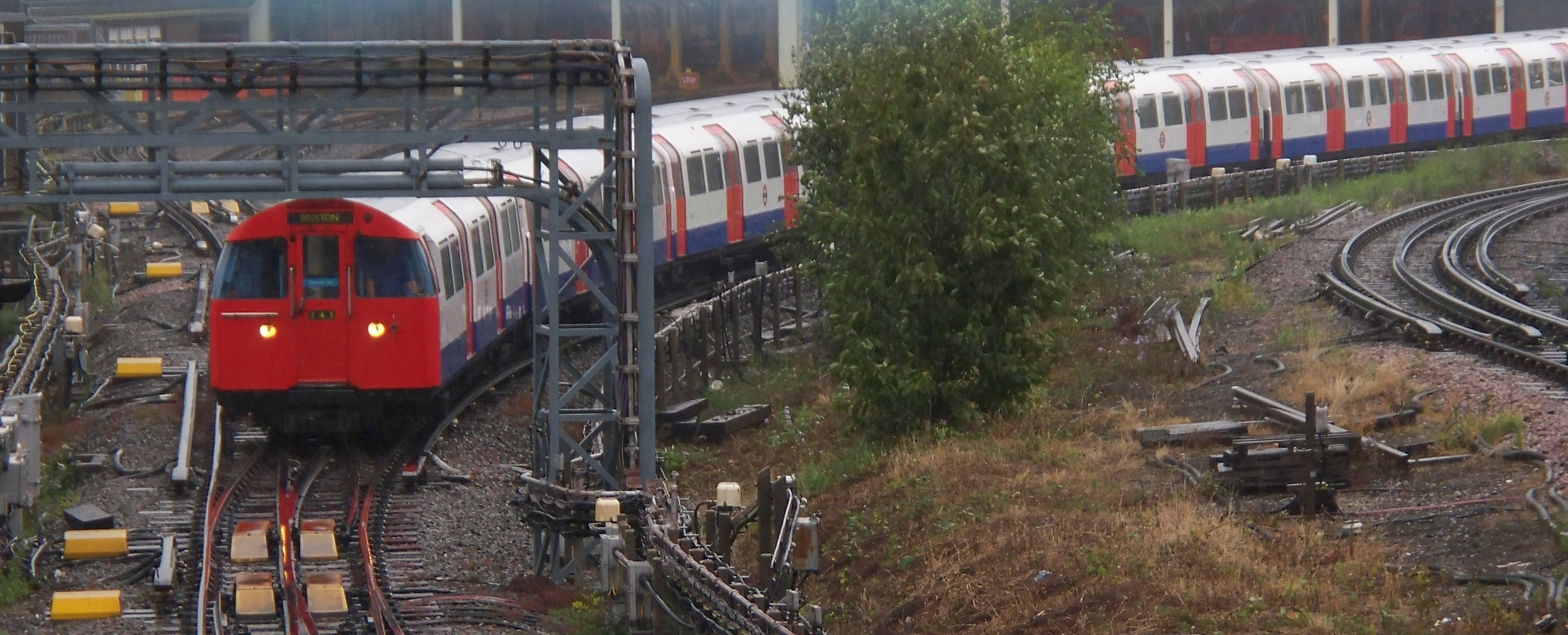
Tren de la sèrie 1967 a les cotxeres de Northumberland Park

Els trens de la sèrie 1967 del metro es començaran a reemplaçar durant els següents anys com a part del projecte de desenvolupament de Transport for London de £10 mil milions. Es canviaran pels trens de la sèrie 2009 construïts per Bombardier Transportation. Els primers prototips foren construïts el 2006 i durant el 2008 s'han fet proves en servei. També inclourà un sistema ATO modern.
Hi ha una campanya en marxa per construir una estació en superfície al costat de l'estació de Northumberland Park, adjacent a les cotxeres de la línia. Això milloraria els enllaços de transport però els terrenys necessaris són propietat de Network Rail que els necessita per als seus propis projectes.
Si es construeix Chelsea-Hackney Line es reduirà la congestió de la Victoria Line, oferint una ruta alternativa al Londres Central entre Victoria i King's Cross.
Hi ha rumors que la Victoria Line s'estendrà cap al sud des de Brixton a Herne Hill. Això reduiria el temps de canvi de sentit de Brixton perquè a Herne Hill s'hi podria construir una corba millor pel canvi de sentit.

## Estacions
| Estacion                      | Imatge                   | Obertura             | Motiu decoratiu                                                                                |
| ----------------------------- | ------------------------ | -------------------- | ---------------------------------------------------------------------------------------------- |
| Walthamstow Central           | Walthamstow Central      | 1 de setembre, 1968  | Motiu: William Morris per Julia Black.                                                         |
| Blackhorse Road               | Blackhorse Road          | 1 de setembre, 1968  | Motiu: Cavall negre per Hans Unger.                                                            |
| Tottenham Hale                | Tottenham Hale           | 1 de setembre, 1968  | Motiu: Ferry per Edward Bawden.                                                                |
| Seven Sisters                 | Seven Sisters            | 1 de setembre, 1968  | Motiu: ser arbres per Hans Unger.                                                              |
| Finsbury Park                 | Finsbury Park            | 1 de setembre, 1968  | Motiu: Duel de pistoles per Tom Eckersley.                                                     |
| Highbury & Islington          | Highbury & Islington     | 1 de setembre, 1968  | Motiu: Manor House a Highbury Hill per Edward Bawden.                                          |
| King's Cross St. Pancras      | King's Cross St. Pancras | 1 de desembre, 1968  | Motiu: Cinc corones per Tom Eckersley.                                                         |
| Euston                        | Euston                   | 1 de desembre, 1968  | Motif: Doric Arch per Tom Eckersley.                                                           |
| Warren Street                 | Warren Street            | 1 de desembre, 1968  | Motiu: Warren per Alan Fletcher.                                                               |
| Oxford Circus                 | Oxford Circus            | 7 de març, 1969      | Motiu original: Línies de colors abstractes Bakerloo, Central i Victoria lines per Hans Unger. |
| Green Park                    | Green Park               | 7 de març, 1969      | Motiu: Marxa per June Fraser.                                                                  |
| Victoria ( Trains to Gatwick) | Victoria                 | 7 de març, 1969      | Motiu: Blue cameo de la Reina Victoria per Edward Bawden.                                      |
| Pimlico                       | Pimlico                  | 14 de setembre, 1972 | Motiu: Punts per Peter Sedgely.                                                                |
| Vauxhall                      | Vauxhall                 | 23 de juliol, 1971   | Motiu: Old Vauxhall Pleasure Gardens per George Smith.                                         |
| Stockwell                     | Stockwell                | 23 de juliol, 1971   | Motiu: The Swan per Abram Games.                                                               |
| Brixton                       | Brixton                  | 23 de juliol, 1971   | Motiu: A ton of Bricks per Hans Unger.                                                         |

## Galleria

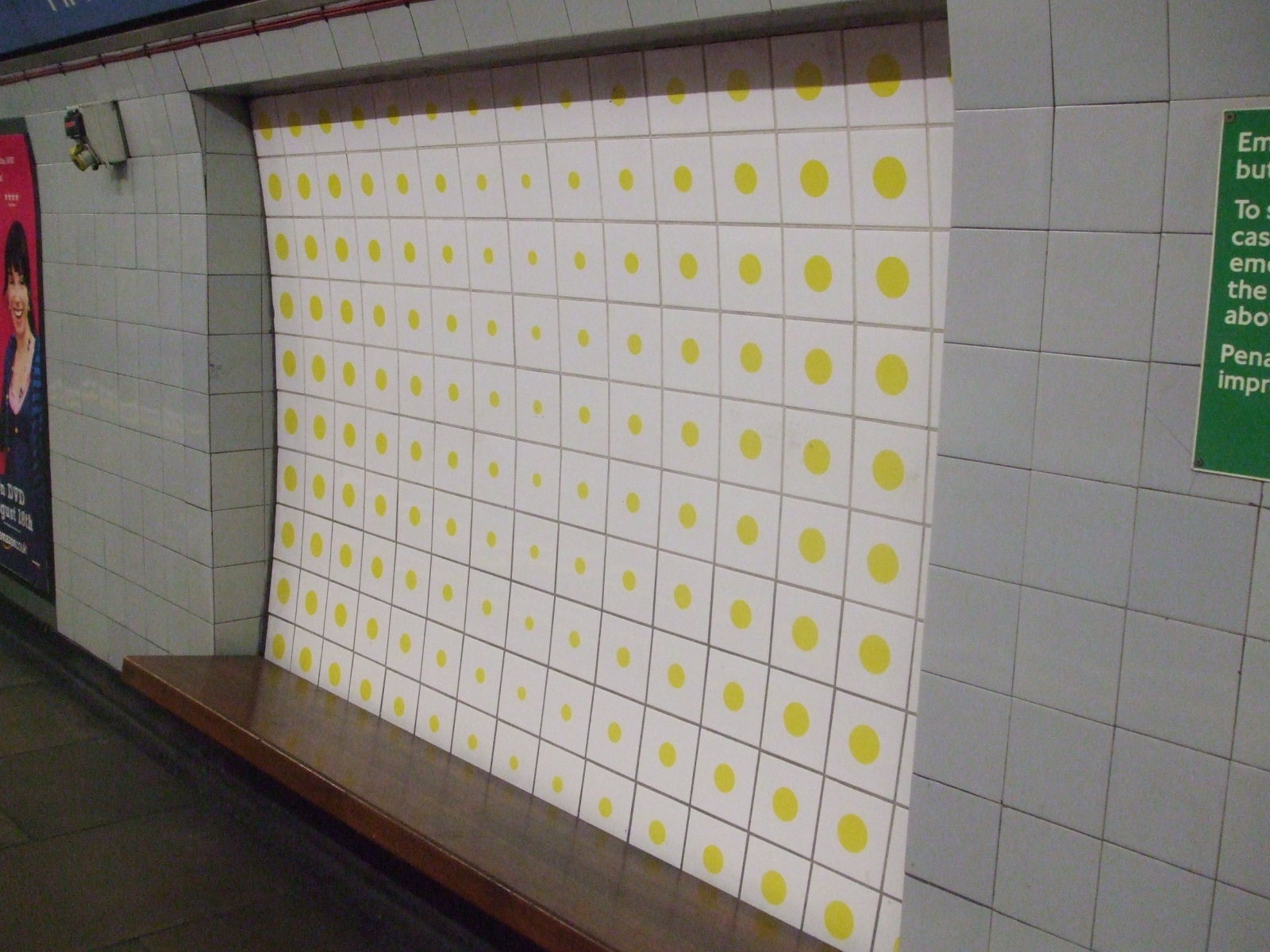
Pimlico Motiu: Spots by Peter Sedgely.